# Pseudastur albicollis
El busardo blanco (Pseudastur albicollis) es una especie de ave accipitriforme de la familia Accipitridae cuyas poblaciones se extienden desde México a la Amazonía Peruana y el Brasil.

## Subespecies
Se conocen cuatro subespecies de Pseudastur albicollis:
| Subespecie                          | Región                                                       |
| ----------------------------------- | ------------------------------------------------------------ |
| Pseudastur albicollis ghiesbreghti  | bosques tropicales del sur de México a Guatemala y Belice    |
| Pseudastur albicollis costaricensis | desde Honduras a Panamá y oeste de Colombia                  |
| Pseudastur albicollis williaminae   | del noroeste de Colombia al extremo noroeste de Venezuela    |
| Pseudastur albicollis albicollis    | bosques húmedos de las Guayanas y cuenca amazónica; Trinidad |